# 瑞奇·羅梅洛
小里卡多·羅梅洛（英語：Ricardo Romero Jr.，1984年11月6日—），墨裔大聯盟投手，曾效力於多倫多藍鳥，現已退役。

## 生平

### 職業生涯
多倫多藍鳥
2009年3月30日，藍鳥總教練斯圖·蓋斯頓宣布羅梅洛將在接下來的賽季加入先發投手的陣容中，此前羅梅洛在春訓對休士頓太空人繳出7局的好投。4月9日是他的大聯盟初登板，對手是底特律老虎，羅梅洛以6局失2分的表現獲得生涯首勝。包括這場比賽在內，他在生涯的前三次先發拿下2勝0負的成績，期間防禦率是出色的1.71。4月20日，他因為打噴嚏過猛而拉傷右頸，進入傷兵名單，直到5月底才重返大聯盟賽場。在明星賽之前，羅梅洛的表現傑出，接連擊敗衛冕冠軍費城費城人（6月26日）、美聯冠軍坦帕灣光芒（7月1日），以及同分區強權紐約洋基（7月6日）等隊伍，期間並有連續24局未失分的演出（平隊史菜鳥球員紀錄），是球隊實際上的二號先發，也使他成為新人王獎項的有力競爭者。
羅梅洛在翌（2010年）年開季率先刷新個人單場奪三振紀錄（12次，4月13日），此外也完成個人首次完投（5月15日）。2011年6月26日，他在跨聯盟賽事中打出個人生涯首安，投球方面則有完投完封勝的演出，率領球隊橫掃對手聖路易紅雀。7月10日，他替補紅襪投手乔恩·莱斯特參加全明星賽。
2011年賽季，羅梅洛榮膺開幕戰先發。8月第一週，羅梅洛獲選為美聯單週最佳球員，進而以5勝0負的表現獲選8月的美聯最佳投手，期間的防禦率（2.05）、對手打擊率（.160）皆領先大聯盟。
2012年4月15日，儼然已是藍鳥王牌的羅梅洛再次在球季開幕戰（4月5日）登板，並在下一場先發取得個人生涯第500次奪三振。以上半季的成績來看，羅梅洛的8勝1負記錄看似不差，但他的防禦率是令人擔憂的4.34。下半季他的表現則判若兩人，在球季剩餘的17次先發中，他僅有1勝13負的戰績，防禦率暴漲到7.35，在身體沒有明顯傷勢的前提下，羅梅洛的偏差表現引起了專家的注意。直到球季結束後，他才承認自己隱瞞了膝部傷勢。
2013年2月5日，總教練約翰·吉本斯宣布，羅梅洛將擔任球隊的五號先發。不過，隨著羅梅洛在春訓的不穩定表現，他在開季被下放到小聯盟1A。他在球季一開始便因傷所苦，傷勢似乎影響了他的投球機制。5月3日，羅梅洛結束了延長春訓，重返大聯盟。在接下來的兩次先發機會當中，他繳出0勝2負、防禦率12.46的成績。5月9日，再次遭下放。6月1日，被移出40人名單，在小聯盟3A度過剩餘賽季。9月3日，羅梅洛透過名單擴編再次回到大聯盟，剩餘的賽季期間，僅以後援身分出賽兩場，亦是他在大聯盟最後的登場紀錄。
2014年之後
2014年，藍鳥雖邀請他參與春訓，但他未能躋身大聯盟陣容。6月，羅梅洛進行了膝蓋手術，使他直到2015年季初仍無法正常出賽。2015年4月25日，藍鳥球團正式釋出了羅梅洛，他轉而與舊金山巨人簽下小聯盟合約。然而在接下來的兩年期間，羅梅洛仍沒有找回身手。迫於他的狀況，巨人球團在2017年4月29日將他釋出。
2017年5月30日，羅梅洛和墨西哥聯盟的蒂華納公牛簽約。他為公牛後援出賽12場，在15局的投球中，平均防禦率為5.40。8月初，他的身分轉為非活躍，不再代表球隊出賽，合約則仍然有效。
2017年8月之後，羅梅洛便未在任何聯盟有出賽紀錄。2018年12月31日，他透過個人的Instagram帳戶宣布退休。

## 技術特點
羅梅洛的二縫線速球球速在87至92英哩間，四縫線速球球速則在92至95英哩間。他的變化球種則有變速球、區球和滑球等。

## 個人生活
羅梅洛有一個弟弟（加布里埃爾Gabriel）、兩個妹妹。他與加拿大足球選手卡拉·兰育有二子。

## 外部連結
- 球員資訊和成績在MLB，ESPN，Baseball-Reference，Fangraphs，Baseball-Reference (Minors)（英文）
- 瑞奇·羅梅洛的X（前Twitter）